# バックステージ・イン・ニューヨーク
『バックステージ・イン・ニューヨーク』（英語: Backstage in New York）は、オーツカヒロキによる日本のWeb漫画。2020年4月10日から2021年3月12日まで、forcs内の電子雑誌レーベル『.FiZZ』にて連載された。2023年2月24日には、viviONより紙の単行本が上下巻で同時発売された。
夢だったファッションの勉強のためニューヨークへ渡った日本人女性が、現地で出会ったドラァグクイーンの白人とダンサーの青年との共同生活を通じ成長していく様子を描く。
2023年3月に東海テレビにてテレビドラマ化された。

## 登場人物
声の項はボイスコミック版の声優。
サチ
声 - 島袋美由利
元OL。夢だったファッションの勉強のためニューヨークに渡るが、民泊詐欺に遭い途方に暮れていたところをポールに助けられ、共同生活を送ることになる。
ポール
声 - 三宅健太
白人のドラァグクイーン。ゲイバーでのステージ衣装を仕立てることを条件に、サチに自宅アパートでの共同生活を持ち掛ける。
ケン
声 - 島﨑信長
ポールのゲイバーで働くダンサーの青年。宿なしでポールの自宅アパートに寝泊まりしており、サチと共同生活を送ることになる。

## 書誌情報
- オーツカヒロキ『バックステージ・イン・ニューヨーク』 viviON〈viviON THOTH〉、全2巻
  - 上巻 2023年2月24日発売[4][6]、ISBN 978-4-910803-12-8
  - 下巻 2023年2月24日発売[4][7]、ISBN 978-4-910803-13-5

## テレビドラマ
『自由な女神-バックステージ・イン・ニューヨーク-』（じゆうなめがみ バックステージ イン ニューヨーク）のタイトルで、2023年3月4日から3月26日まで、東海テレビとカズモの共同制作で「土ドラ」枠にて放送された。主演は井桁弘恵。
原作における主人公のサチが東京からニューヨークへ渡る設定が、ドラマでは地方都市から東京に行く設定に変更されている。

### キャスト

#### 主要人物
サチ / 渡辺幸（わたなべ さち）〈25〉
演 - 井桁弘恵（幼少期：金子莉彩）
本作の主人公。地元の工務店で働く女性。クールミントとの出会いを契機に、上京してファッションデザインの勉強を始める。
クールミント / 成田透（なりた とおる）〈45〉
演 - 武田真治
ドラァグクイーン。クラブ「リトルニューヨーク」の経営者。ショーで使う服を探していた時、サチの仕立てた服をSNSで見て気に入り、彼女に会うため地方都市に現れ、彼女の運命を大きく変える契機を与える。
メイクアップアーティストの透として、テレビ局にも出入りしている。
かつてダンサーとしての成功を夢見てニューヨークで挑戦したが、挫折して帰国した過去を持つ。
ケン / 一ノ瀬賢（いちのせ けん）
演 - 古川雄輝
「リトルニューヨーク」のバーテンダー。元サーファー。クールミントの家の居候で、サチとルームメイトとなる。

#### 周辺人物
川田篤志
演 - 三浦獠太
サチの幼馴染。郵便局員。サチに想いを寄せる。ドラマオリジナルキャラクター。
サチが仕立てた服を無断でSNSにアップするが、それがきっかけでクールミントがサチを訪問する。
マカロン / 小室愛華
演 - 宇垣美里
女性のドラァグクイーン。クールミントのライバル。クールミントと同じドラァグマザー（師匠）の下で修業していたが、反目しあうようになる。
五百旗頭純
演 - 本多力
クールミントの元カレ。
安藤歩
演 - 上村海成（幼少期：渡邉斗翔）
五百旗頭の現彼氏。探偵。クールミントに感動し、五百旗頭を介し彼に弟子入り志願し、店に乗り込んでくる。
渡辺幸平
演 - 小木茂光
サチの父。保守的な考えの持ち主。
橘真梨子
演 - 朝加真由美
小さな手芸用品店の経営者、元クールミントの衣装デザイナー。ドラマオリジナルキャラクター。
泉さやか
演 - 宮崎美子
クールミント（透）の実の母親。生活苦から、赤ん坊だった透を養子に出している。若いころはダンサー志望であった。ドラマオリジナルキャラクター。

#### その他
店員
演 - 井上優花
「リトルニューヨーク」の店員。

#### ゲスト

##### 第1話
サチの同僚
演 - 日下玉巳、内田奈那
サチが働く工務店の同僚。
タレント
演 - 成田愛純
テレビ局内で篤志がすれ違った体操着でフライパンを持つ、ツインテールの女性タレント。
タレント
演 - 北向珠夕
テレビ局で透からメイクされた女性タレント。
サチの母
演 - 浅野千鶴
幼いサチに洋服を仕立てる楽しさを教えてくれた。

##### 第2話
橘雄介
演 - 萩原護
真梨子の孫。高校生。真梨子と二人暮らし。
クールミントが祖母の善意につけこみ衣装制作を強要していると思い込み、「リトルニューヨーク」が経営難と嘘が書かれた貼り紙を貼っていた。

##### 第3話
郷原（ごうはら）
演 - 鈴木一真
東京ガールズコレクションのプロデューサー。サチに新人デザインコンペに参加しないかと打診する。
マカロンからの推薦でサチを新人デザインコンペに誘っていた。
俊介
演 - 立石ケン
亡くなったケンのサーファー仲間。洋子の交際相手。サーフィンの練習中に事故で亡くなる。
洋子
演 - 大野いと
紗江の母親。俊介の元交際相手。サチにケンの交際相手に間違われる。
北村紗江
演 - 沢田優乃
洋子の娘。
釣り人
演 - 沖田裕樹
ケンを追いかけ彼の地元にやって来たサチを海釣りに誘う。
俊
演 - 伊藤大悟（東海テレビアナウンサー）
TGC WAKAYAMAの場内アナウンサー。

##### 最終話
泉源次郎
演 - 堀内正美
さやかの夫。都議。ドラァグクイーンでゲイのクールミントに関わられるのは迷惑だと、本人に吐き捨てる。

### スタッフ
- 原作 - オーツカヒロキ『バックステージ・イン・ニューヨーク』（株式会社forcs）
- 企画 - 市野直親（東海テレビ）[23]
- 脚本 - 櫻井智也[23]、下田悠子[23]
- 音楽 - 平本正宏[23]
- 主題歌 - ALI「LONELY LONELY」（ソニーミュージック・レーベルズ）[24]
- 監督 - 池田千尋[23]
- プロデューサー - 後藤勝利（東海テレビ）[23]、 齋藤寛朗（カズモ）[23]
- 協力プロデューサー - 松本圭右（東海テレビ）[23]
- 制作 - 東海テレビ、カズモ

### 放送日程
| 話数   | 放送日  | サブタイトル                              | ラテ欄                                         | 脚本              |
| ------ | ------- | ----------------------------------------- | ---------------------------------------------- | ----------------- |
| 第1話  | 3月04日 | 地味な女子がTGCに自然と心躍る上京物語     | 地味な女子がTGCに!? 自然と心躍る上京物語!!     | 櫻井智也          |
| 第2話  | 3月11日 | ショーが話題騒然 クセがすごいZ世代に悶絶  | ㊙ショーが話題騒然‼ クセがすごいZ世代に悶絶!?  | 櫻井智也 下田悠子 |
| 第3話  | 3月18日 | 嫉妬が大暴走？満席のTGCでダンスバトル勃発 | 嫉妬が大暴走？ 満席のTGCでダンスバトル勃発！！ | 櫻井智也          |
| 最終話 | 3月26日 | 荒れる三角関係!!44年ぶりの母…からの結婚!? | 荒れる三角関係!! 44年ぶりの母…からの結婚!?     | 櫻井智也 下田悠子 |

- 第2話は『土曜プレミアム 映画HERO』（21時 - 23時20分）の放送[27]に伴い10分繰り下げられ、23時50分 - 翌0時45分に放送された[28]。
- 最終話は『2023年世界フィギュアスケート選手権 男子フリー』（18時30分 - 21時40分）の放送に伴う特別編成の関係で40分繰り下げられ、翌0時20分 - 1時15分に放送された[29]。

### その他
- 2023年2月11日に和歌山で開催された『oomiya presents TGC WAKAYAMA 2023 by TOKYO GIRLS COLLECTION』で、クールミントを演じる武田と、マカロンを演じる宇垣が作中の登場人物としてスペシャルステージに登場し、華麗な衣装に身をまとい、ランウェイでダンスバトルを繰り広げた[10]。

| 東海テレビ制作・フジテレビ系 土ドラ         | 東海テレビ制作・フジテレビ系 土ドラ                                        | 東海テレビ制作・フジテレビ系 土ドラ       |
| 前番組                                      | 番組名                                                                     | 次番組                                    |
| ------------------------------------------- | -------------------------------------------------------------------------- | ----------------------------------------- |
| 三千円の使いかた （2023年1月7日 - 2月25日） | 自由な女神 -バックステージ・イン・ニューヨーク- （2023年3月4日 - 3月26日） | グランマの憂鬱 （2023年4月8日 - 5月27日） |